# Гальдер, Франц
Франц Га́льдер (нем. Franz Halder; 30 июня 1884, Вюрцбург, Бавария — 2 апреля 1972, Ашау-им-Кимгау, Бавария) — военный деятель Германии, генерал-полковник (1940). Начальник Генерального штаба сухопутных войск Германии в 1938—1942 годах. После войны ему принадлежала решающая роль в формировании легенды о «чистом вермахте».

## Биография
Родился в семье военного, сын генерал-майора. В 1902 году поступил на службу в армию, в 1904 году произведён в лейтенанты. В 1914 году окончил Баварскую военную академию.
Участвовал в Первой мировой войне, служил в штабах различного уровня, был награждён Железным крестом 1-го и 2-го классов.
После демобилизации немецкой армии остался в рейхсвере. В 1923—1924 годах командовал батареей 7-го артиллерийского полка, затем в штабе 7-й дивизии и военного округа. С 1926 года — обер-квартирмейстер Войскового управления. С августа 1931 года начальник штаба 6-го военного округа. С октября 1934 года — командующий артиллерией 7-й дивизии, с октября 1935 года командир 7-й дивизии. С октября 1937 года второй, а с февраля 1938 года — первый обер-квартирмейстер Генштаба Сухопутных войск. 27 августа 1938 года стал начальником Генерального штаба Сухопутных войск вместо ушедшего в отставку Людвига Бека.
Гальдер был посвящён в 1938 и 1939 годах в планы заговорщиков, которые хотели свергнуть гитлеровский режим путём военного переворота для того, чтобы избежать вовлечения Германии в войну.

### Вторая мировая война
Являясь противником начавшейся в 1939 году войны и сопротивляясь гитлеровской агрессивной политике, Гальдер, однако, продолжал выполнять приказы фюрера. Он активно участвовал в создании гитлеровской армии, разработке и осуществлении планов агрессии против Польши, Франции, Бельгии, Нидерландов, Люксембурга, Югославии, Греции и СССР.
Гальдер сыграл важную роль в радикализации военных действий на Восточном фронте. Он поручил своим подчиненным подготовить Приказ о комиссарах (издан 6 июня 1941 г.) и Указ о военном судопроизводстве (подписан 13 мая 1941 г.), которые позволяли немецким солдатам расстреливать советских граждан по любому поводу, не опасаясь последующего судебного преследования, что привело к многочисленным военным преступлениям и преступлениям против человечности в ходе кампании.
В сентябре 1942 года Гитлером был отстранён от должности в связи с провалом стратегии немецкого командования в битве на Волге и Северном Кавказе и из-за разногласий с Гитлером относительно стратегии ведения боевых действий.
23 июля 1944 года Гальдер был арестован по подозрению в причастности к покушению на Гитлера и 25 июля 1944 года был помещён в концлагерь Дахау. С 7 октября Гальдер для допросов переведён в тюрьму РСХА на Принц-Альбрехтштрассе, после чего 7 февраля 1945 года был переведён во Флоссенбург, а 9 апреля — вновь в концлагерь Дахау. В это время с 31 января 1945 года он был уже уволен с действительной военной службы с лишением наград и ему было запрещено носить военную форму.

### Послевоенная карьера
28 апреля 1945 года он был освобождён американцами и содержался в лагере военнопленных. В качестве свидетеля Гальдер давал показания на Нюрнбергском процессе, где заявил, что, не случись гитлеровского вмешательства в военные дела, Германия в 1945 году могла бы заключить мир на «почётных» условиях: «Хотя выиграть войну и не удалось бы, но можно было, по крайней мере, избежать позорного поражения».

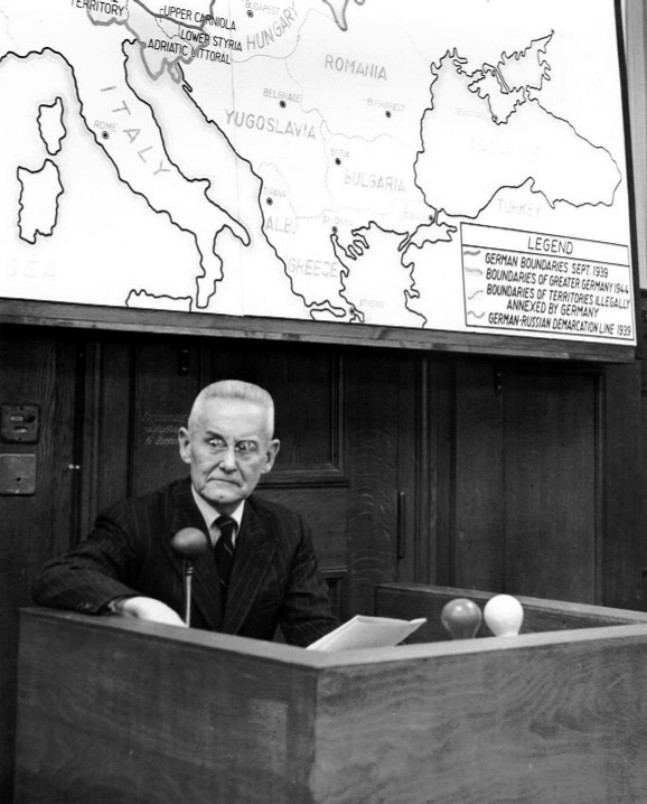
Ф. Гальдер свидетельствует на Нюрнбергском процессе по делу военного командования Германии, 1948 г.

20 июня 1947 года Гальдер был переведён в лагерь для интернированных гражданских лиц. Находясь в американском плену, он работал ведущим консультантом Исторического отдела армии США. Под его руководством было написано более 2500 исторических документов 700 бывшими немецкими офицерами, которым он дал указание удалить материалы, наносящие ущерб имиджу германских вооруженных сил. Используя свое влияние, Гальдер способствовал созданию ложной истории германо-советского конфликта, в которой немецкая армия вела «благородную войну» и отрицала свои военные преступления. Армия США не обращала внимания на апологию Гальдера, поскольку группа Гальдера предоставляла военную информацию о Советском Союзе, которую она считала важной в свете холодной войны. Гальдеру удалось добиться успеха в оправдании немецкой армии: сначала среди американских военных, затем среди все более широких кругов политиков и, в конце концов, в американской популярной культуре. Гальдеру принадлежала решающая роль в формировании легенды о «чистом вермахте».
В 1948 года успешно прошёл денацификацию и после ряда апелляций с 12 сентября 1950 года официально стал считаться «свободным от обвинений». В 1950 году возглавил созданный в ФРГ «Рабочий штаб Гальдера», который разработал «План Г.», намечавший создание вооружённых сил ФРГ.
С 1950 года эксперт при федеральном правительстве, одновременно до 1959 года работал в историческом управлении армии США. С 1959 года старший консультант при группе исторических связей армии США. В июне 1961 года Гальдер, закончив комментарии к собственному дневнику, отошёл от дел. В 1961 г. он был награждён премией «За заслуги на гражданской службе», став единственным в истории немцем, награжденным как Гитлером, так и американским президентом (спорное утверждение, как минимум ещё Вернер фон Браун имеет награды как США, так и нацистской Германии). Похвалы в его адрес резко контрастировали с реальностью его военной карьеры и зверствами на Восточном фронте.

### Литературные труды
Написал брошюру «Гитлер как полководец» (1949), в которой пытался представить Гитлера единственным виновником поражения Германии и доказать непогрешимость германского генералитета и его стратегии. Стране вонзили нож в спину, утверждал он, но не социал-демократы того периода, а не кто иной, как Адольф Гитлер. В этой работе содержатся центральные идеи мифа о «чистом вермахте», которые впоследствии были воспроизведены в многочисленных историях и мемуарах. В книге описывается идеализированный командир, который затем сравнивается с Гитлером. Этот командир благороден, мудр, выступает против войны на Востоке и свободен от всякой вины. Только Гитлер несет ответственность за совершенное зло; его полная безнравственность противопоставляется моральному поведению полководца, не совершившего ничего плохого.
Мифотворчество Гальдера было сосредоточено не только на освобождении себя и немецкой армии от ответственности за военные преступления; он также создал два стратегических и оперативных мифа. Первый заключается в том, что только Гитлер несет ответственность за военные просчеты во время вторжения в Советский Союз. Второй миф заключается в том, что блицкриг, за который он так ратовал, привел бы к взятию Москвы и выиграл бы войну для Германии. Историки Рональд Смелзер и Эдвард Дж. Дэвис в книге «Миф Восточного фронта» отмечают, что «Франц Гальдер лучше, чем любой другой высокопоставленный немецкий офицер, воплощает в себе драматическое различие между мифом и реальностью, возникшее после Второй мировой войны»
Опубликовал свой «Военный дневник» (в 3-х томах), который содержит огромный фактический материал о действиях и планах вермахта в 1939—1942 годах. В СССР «Военный дневник» был издан в конце 1960-х годов в издательстве «Воениздат». Советской цензурой из книги были удалены большинство записей о фактах секретных переговоров и соглашений между СССР и Германией.

## Награды
- Железный крест 2-го класса (14 сентября 1914) (Королевство Пруссия)
- Железный крест 1-го класса (22 декабря 1915) (Королевство Пруссия)
- Орден Альбрехта рыцарский крест 1-го класса с мечами (8 апреля 1917) (Королевство Саксония)
- Орден Дома Гогенцоллернов рыцарский крест с мечами (2 октября 1918) (Королевство Пруссия)
- Крест «За военные заслуги» 3-го класса с воинским отличием (Австро-Венгрия)
- Почётный крест Первой мировой войны 1914/1918 с мечами (15 декабря 1934)
- Медаль «За выслугу лет в вермахте» 4-го, 3-го, 2-го и 1-го класса (2 октября 1936)
- Пряжка к Железному кресту 2-го и 1-го класса
- Рыцарский крест Железного креста (27 октября 1939)
- Орден Креста Свободы 1-го класса с мечами, звездой и дубовыми листьями (25 марта 1941) (Финляндия)
- Орден Михая Храброго 3-го и 3-го класса (14 октября 1941) (Румыния)[1]
- Орден Священного сокровища 1-го класса (12 августа 1943) (Япония)
- Награда за заслуги в гражданской службе (ноябрь 1961) (США)